# Concert per a trompeta (Harutiunian)
El Concert per a trompeta en la bemoll major d'⁣Alexandr Harutiunian és la sisena composició important del compositor armeni, una "obra mestra virtuosa" composta entre 1949 i 1950. Segons J. Sundram, «és una font energètica de lirisme i textures harmòniques de l'Europa de l'Est». Va assolir un èxit internacional clar i ràpidament es va convertir en el «concert més important per a aquest instrument del segle XX». El va dedicar a dedicat a Haykaz Mesiayan.
El concert per a trompeta d'Harutiunian, atractiu i idiomàtic, va ser "assimilat ràpidament al repertori estàndard de trompeta a tot el món, obtenint els més alts elogis internacionals del públic, la crítica i els intèrprets". En una entrevista amb Allan Kozinn de The New York Times, Philip Smith, l'extrompetista principal de la Filharmònica de Nova York, va observar que el Concert per a trompeta d'Harutiunian era sovint escollit com a peça d'audició a Juilliard. «Una de les raons per les quals aquesta peça s'ha tornat tan popular...», va dir Smith, «és simplement que és una peça cridanera. Té un so molt gitano, rus i armeni, amb melodies molt emotives i boniques i moltes coses emocionants i ràpides.»  El professor Anatoly Selyanin va explicar l’any 2004: «Al gener vaig presidir el jurat d’un concurs americà dedicat al concert per trompeta d’Harutiunian. 34 trompetistes van interpretar només aquest concert.» Selyanin va dir que «fins i tot un gos», si se li permetés assistir a la interpretació, reconeixeria immediatament l’estructura musical i «sabria que en vuit passos el concert acabarà». Aquesta obra és un excel·lent exemple de l'impacte que la cultura popular armènia va tenir en les composicions d'Harutiunian, mostrat a través de melodies que sonen improvisades de la tradició Ashik (ashug), i l'ús constant de la segona augmentada al llarg de la peça.

## Estructura
El concert per a trompeta d'Harutiunian va ser concebut i escrit com un concert d'un sol moviment amb un episodi líric extens. Consta de set seccions principals que s'interpreten sense interrupció:
- Andante maestoso
- Allegro energico
- Meno mosso
- Tempo I
- Meno mosso
- Tempo I
- Cadenza & Coda

Les característiques melòdiques i rítmiques de la música popular armènia van influir fortament en tota l'obra d'Harutiunian, però totes les melodies contingudes en el concert per a trompeta són originals (sense melodies populars manllevades).

## Instrumentació
La peça està composta per a trompeta solista, 2 flautes (segona doblant amb flautí), 2 oboès, 2 clarinets, 2 fagots, 4 trompes, 2 trompetes, 3 trombons, 1 tuba, timbales, percussió (bombo, címbals, caixa, triangle), arpa i corda.